# Санднессуннский мост
Санднессуннский мост (норв. Sandnessundbrua) — автодорожный рамно-консольный мост через пролив Санднессунн в Тромсё, фюльке Тромс, Норвегия. Соединяет центральную часть города (остров Тромсёя) и район Квалёйслетта (остров Сёр-Квалёй). 
Является частью дороги №862 (fylkesvei 862). На момент окончания строительства это был самый длинный автомобильный мост в Северной Норвегии.

## История
Мост заменил паромную переправу, существовавшую с 1949 года. Проект моста был разработан фирмой Dr. ing. A. Aas-Jakobsen (Осло). Финансирование проекта в основном осуществлялось за счет государственных средств, а также оплаты дорожных сборов. Для управления проектом в 1965 году была создана компания Sandnessundforbindelsen A/S. 
Строительные работы начались в 1972 году. Подрядчиком была компания Thor Furuholmen A/S. Пролётное строение сооружалось методом уравновешенного навесного бетонирования. Для движения мост был открыт 21 декабря 1973 года. Торжественное открытие моста состоялось 26 июня 1976 года в присутствии кронпринца Харальда. Общая стоимость строительства составила около 36 млн крон. До 1 мая 1981 года мост был платным. 

## Конструкция
Мост железобетонный рамно-консольный. Общее количество пролётов 36. Балка пролётного строения — коробчатая постоянной ширины с изменяющейся высотой из преднапряжённого железобетона. Боковые пролеты рамные из монолитного железобетона. Главный пролёт моста составляет 150 м, высота моста над уровнем воды — 41 м, общая длина — 1220 (1235, 1248) м. На мосту две полосы движения для движения транспорта и один тротуар для пешеходов и велосипедистов.